# Alfredo Alegría Rosales
Alfredo Alegría Rosales conocido como «El Poeta de las Brumas» (El 10 de julio de 1899, San Marcos de Colón, departamento de Choluteca, República de Honduras-25 de noviembre de 1974 Ciudad de Jinotega, Departamento de Jinotega, República de Nicaragua) fue un poeta norteño nicaragüense.

## Comienzos
Alfredo Alegría Rosales fruto de la unión matrimonial de Jerónimo Alegría Garache, hondureño, y Carmen Rosales Barrera, nicaragüense, vivió sus primeros años en San Marcos de Colón en compañía de sus padres.
Alegría quien se convertiría en el poeta norteño de la romántica ciudad de las brumas ve morir a su padre a la temprana edad de 5 años y se marcha en compañía de su madre a la ciudad de Jinotega, Nicaragua la cual sería en su vida fuente de vivencias poéticas. Es ahí donde asiste a la escuela y trabaja en varias ocupaciones.
En 1917 a la edad de 18 años Alegría deja Jinotega por primera vez y se traslada al pueblo minero de San Albino departamento de Nueva Segovia, donde maneja una tienda de comercio. Es el mismo pueblo donde Augusto César Sandino armó a sus tropas para oponerse a las fuerzas invasoras de Estados Unidos.
Alegría celebra su mayoría de edad en la Ciudad de Matagalpa, donde publica sus primeros versos en el semanario que dirigía el intelectual Matagalpino Arturo Cerna.
En 1925 se desempeña como profesor del Colegio La Salle de Jinotega. Unos años más tarde un 28 de diciembre de 1931 contrae matrimonio con la señorita Julia Vaca Torres con quien luego procrea cuatro hijos: Álvaro, Esperanza, Ada Luz y Katia.
El Poeta Alegría conoce una fructífera vida literaria trasladándose así a la ciudad de Managua en 1956, pero regresa a Jinotega donde continúa su labor tras el devastador terremoto que destruye la ciudad de Managua en 1972.
Alfredo Alegría Rosales muere el 25 de noviembre de 1974 de un ataque cardíaco, en la ciudad de Jinotega.

## Su obra
Alfredo Alegría Rosales deja su marca en Jinotega con su labor literaria y periodística. Funda varios medios escritos mientras trabaja en su Obra literaria. Hoy en día su Obra tiene buen reconocimiento, especialmente entre sus coterráneos.
Durante la Revolución de 1979, un incendio destruye gran parte de la producción inédita de la edad madura del Poeta. Se pierden en este incendio sus manuscritos de juventud y su archivo de publicaciones, al igual que, una serie de conferencias y ensayos sobre: Bolívar, Morazán, Darío, Baudelaire, Lord Byron, Lincoln, Sarmiento, Zeledón, Oscar Wilde.
Alegría Fundó los siguientes medios escritos:
- 1928 funda "El Domingo" primer periódico impreso en Jinotega.
- 1935 funda "Rumbos" semanario informativo.
- 1936 funda "Norte" periódico semanal.
- 1937 funda "Ruta" revista con la que obtiene premio "Honor al Mérito en 1942".
- 1942 funda "Avance" periódico informativo.
- 1956 funda "Nuevos Rumbos" su segunda revista.
- 1973 funda "Portavoz" periódico semanal, que sigue circulando hoy en día.

Sus obras editadas son:
- 1920 "Primeros Versos".
- 1954 "Sonata de Sueños", LCCN: 85596278
- 1963 "Velas Contra el Viento", LCCN: 64046390
- 1965 "El Romance de los Humildes y Otros Poemas", LCCN: 68117048
- 1978 "Destellos Poéticos". Obra editada y publicada póstumamente.

Obras inéditas:
- 1960 "Canto al Alfabeto". Esta se encontraba extraviada en el sistema del Ministerio de Educación de Nicaragua.
- 1973 "El Sabor de la Manzana". Narración de la vida de Adán y Eva en el Paraíso Terrenal, que el Poeta parece ubicarla en Nicaragua o en las inmediaciones de su terruño.

## Reconocimiento a su Obra
- En 1942 por su labor periodística recibió el "Honor al Mérito" galardón para el periodismo nacional dado en la ciudad de Matanzas, Cuba por su publicación de la revista Ruta.

- En 1948 gana el primer premio con su poema Canción del Amor sin Palabras en los Juegos Florales Centroamericanos organizados en la ciudad de León, Nicaragua.

- En 1951 gana Segundo lugar en certamen organizado en conmemoración del tercer centenario del nacimiento de Sor Juana Inés de la Cruz con el poema El Romance de Sor Juana.

## Crítica sobre su Obra Literaria
La Obra literaria de Alfredo Alegría Rosales fue sometida a la crítica de la comunidad de intelectuales de su época.
- El Doctor Ramón Romero Martínez, en el prólogo de Sonata de Sueños afirma “la Palabra traduce en forma sintética su emoción; esa palabra siempre fugitiva él la domina y la obliga a expresar lo que pasa en su mundo interior”. El Dr. Romero compara la poesía de Alegría con la de Ezra Pound, cuando logra expresiones como “en la sonora paz de mi montaña…” Romero escribe "eso que para mi es un grito de angustia en la montaña donde cae lluvia torrencial, luego sol purísimo, de oro viejo, y después la tarde pintada de ópalo y grana en el crepúsculo y la noche y ruidos de pájaros asustados por la espesura de las sombras".

- El Profesor Fidel Coloma Gonzáles reconocido Dariano, escribió a propósito de la publicación de Velas Contra el Viento “Personalidad poética impar en nuestro medio es esta de Alfredo Alegría. Es el artífice, hábil dominador del material lingüístico, seguro de su técnica. Y como todo artesano, aspira a romper toda atadura ideológica o literaria". Coloma continua "Alegría es un poeta de fondo romántico, vive en perenne auscultación de su propio Yo: sus ideales, sus anhelos. El tema moral y el problema de la muerte tornan y retornan en sus poemas. Este poeta romántico, pues extrañamente, es formalmente un parnasiano. La colección de sonetos que integra la segunda edición de su libro Velas Contra el Viento, muestra su maestría en el manejo de esta difícil forma de perfección técnica, vocabulario raro, estructuras lapidarias, que recuerdan a Góngora y a Lugones. Quizás sea lo formal lo que lo lleva a un tipo de poesía objetiva, en la que el ojo artístico va captando objetos y delineándolos en un delicado y preciso lenguaje. Maestros nos parecen Estampa de un Venado y Preludio Invernal.

- Por otro lado el Profesor y literato Salvador Hernández Salinas expresa "Muchos Nicaragüenses nos sentimos solos en lo que tu llamas nuestros rojos calvarios, nuestras torres, como dices en Inscripción, al final del trascendente libro Sonata de Sueños. En tus poemas propagas en forma bella ideales constructivos y potencial cívico para los ciudadanos y levantas tu índice para señalar a Cristo como único refugio de las almas depuradas por el sufrimiento".

- Del Poeta Guillermo Castellón de la Prensa Gráfica. Castellón escribe "Alfredo Alegría un poeta maduro en busca de nuevas emociones. Entre los poetas de la vieja guardia, que no por su madurez dejan de buscar en los nuevos rumbos de la poesía actual, se halla Alfredo Alegría, del brumoso solar Jinotegano, cuya vibrante y luminosa cosecha le ha acreditado los mejores elogios de la crítica y ha coronado su amplia y erguida frente con uno que otro lauro, en algunos certámenes literarios. Alfredo posee el don de la variedad. No se concreta a motivos meramente pueriles del amor y de la filosofía barata, pero si canta a las cosas del corazón, lo hace con cautela y sin caer en la cursilería, salvando la obra con inéditos conceptos extraídos cuidadosamente de su reino interior. A veces se muestra altivo y habla de los pobres y de la injusticia social; entre otros aspectos, del tiempo inexistente con una filosofía muy suya y un poco fuera de lo común".